# Kraiger von Kraigk

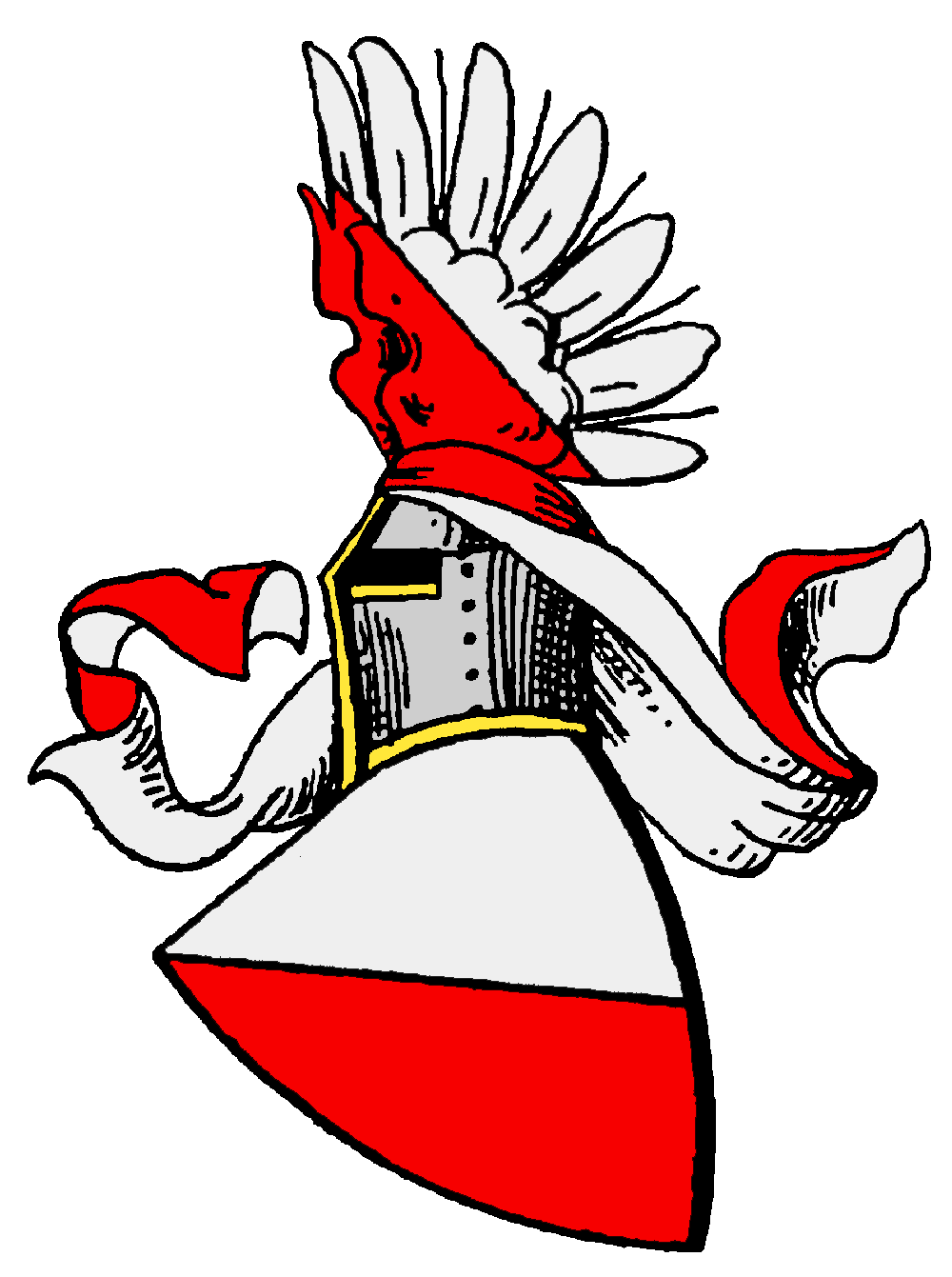
Wappen des Geschlechts Kraiger von Kraigk

Die Herren Kraiger von Kraigk (auch Krajíř von Krajek; Kragirz von Krajk; Kragirz von Kragk;  Chreich; Kreig; Kreigh, Criwih, tschechisch Krajíř z Krajku) gehörten zu den ältesten Ministerialgeschlechtern Kärntens. Seit dem Ende des 13. Jahrhunderts waren sie auch in Böhmen und Mähren vertreten, wo sie im 15. Jahrhundert weiteren Besitz erwarben und einen eigenen Familienzweig begründeten. Von ihren böhmischen und mährischen Besitzungen aus erwarben sie auch Ländereien in Niederösterreich.

## Geschichte
Stammsitz der Herren Kraiger von Kraigk waren die Kraiger Schlösser Hochkraig und Niederkraig. Die noch erhaltenen Burgruinen befinden sich am Südhang des Kraiger Berges nördlich von Sankt Veit an der Glan.
Der älteste bekannte Vertreter der Herren Kraiger von Kraigk war Dietrich von Kriwig (Dieterus de Krywgg), der 1091 einen Stiftsbrief für das Stift St. Paul im Lavanttal bezeugte. Ab 1168 waren die Kraiger von Kraigk Vasallen, ab 1249 Truchsessen des Herzogs von Kärnten, wo sie auch das Amt der Obersterbhofmeisters innehatten. Daneben waren sie Ministeriale von Gurk. Georg Chreyger wird urkundlich am 28. August 1404 als Domherr und Stadtpfarrer von Salzburg erwähnt, er ist vor dem 28. Mai 1405 verstorben. Letzter männlicher Nachkomme des Kärntner Familienzweiges war vermutlich Konrad Kraiger von Kraigk, der 1564 starb. Seine Besitzungen erbten Wolfgang und Friedrich von Hardegg, Söhne von Konrads Schwester Barbara.
Mitglieder des böhmisch-mährischen Familienzweigs, der zumeist als Krajíř von Krajek (Krajíř z Krajku) bezeichnet wird, standen im Dienst der Könige von Böhmen. Sie bekleideten königliche Landesämter u. a. als Statthalter, Landeshauptleute, Oberstkanzler, Oberstburggrafen und Oberstlandrichter. Während der Zeit der Reformation unterstützten sie die Böhmischen Brüder. Letzter männlicher Nachkomme dieses Familienzweigs soll Joachim Kraiger von Kraigk gewesen sein, der Anfang des 17. Jahrhunderts starb.
Im Besitz des böhmisch-mährischen Familienzweiges waren zeitweise u. a. Brandeis, Čelakowitz, Datschitz, Großrohosetz (Hruby Rohozec), Jung-Bunzlau, Landstein, Bistritz, Turnau und Ungarschitz sowie in Niederösterreich Dobersberg, Gilgenberg, Litschau und Reitzenschlag.

## Wappen

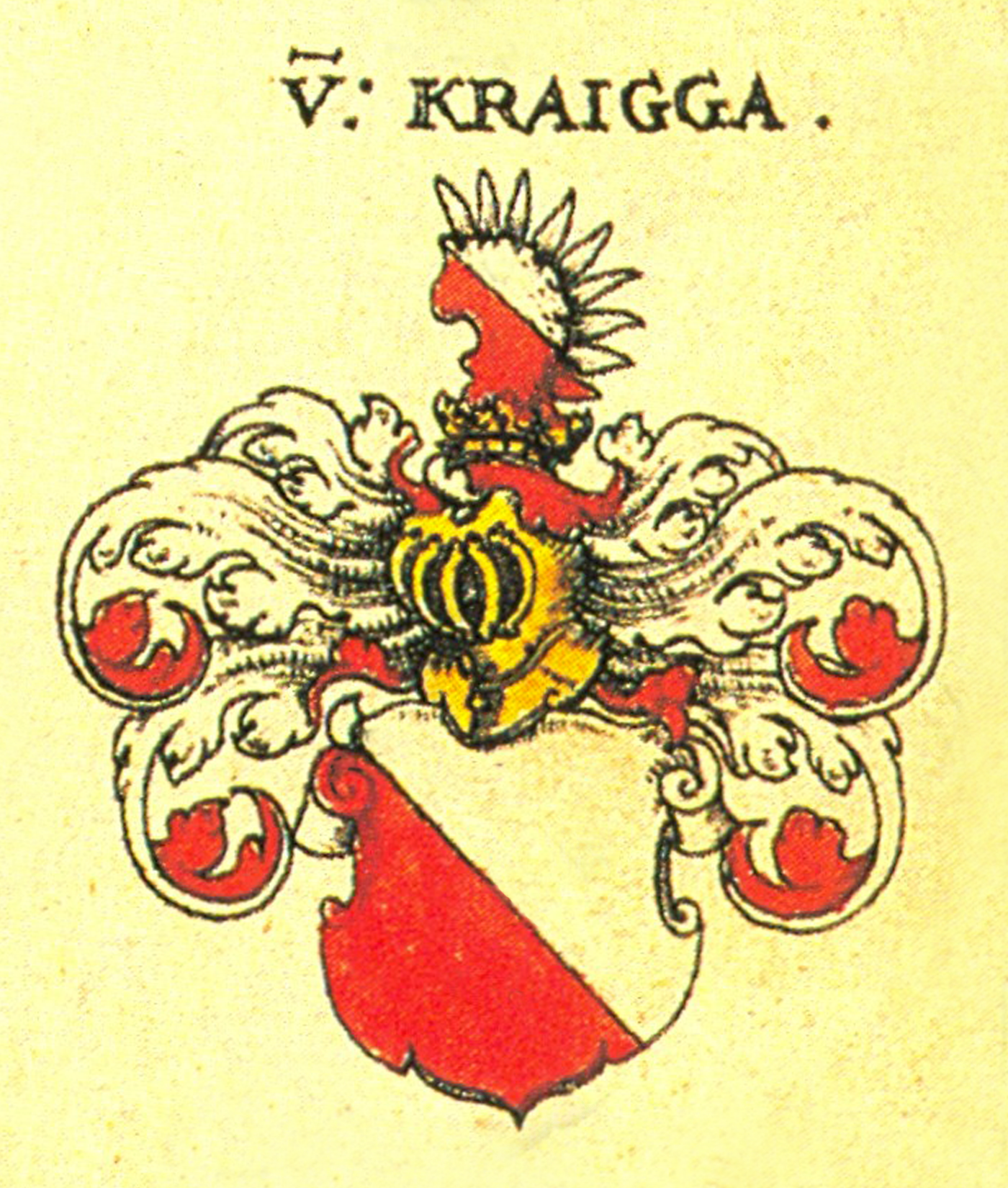
Wappen derer von Kraiger

Das Wappen ist schrägrechts in Silber und Rot geteilt. Auf dem Helm mit rot-silbernen Decken ein wie der Schild bezeichneter geschlossener Flug.
Schrägrechts geteiltes Schild, oben silber oder weiß, unten rot, ein gekrönter Stechhelm mit einem hohen altfränkischen Hut mit einer Stulpe von Hermelin und beiderseits herabhängenden goldenen Schnüren und Quasten zwischen zwei schräg weiß und rot tingierten Adlersflügeln.

## Persönlichkeiten Kärntner Familienzweig (Auswahl)
- Heinrich von „Chreigg“ bezeugte 1138 einen Schenkungsbrief des Werner von Sigisdorf zugunsten des Klosters Ossiach.
- Hertwig und Wilhelm „Dapifer de Chriwchg“ traten 1249 als Zeugen eines Stiftsbriefs des Herzog Bernhard von Spanheim auf, der dem Zisterzienserkloster Landstraß in Krain zugedacht war.
- Wolfgang Kraiger von Kraigk soll um 1308 Herzog Heinrich von Kärnten, den erwählten König von Böhmen, nach Böhmen begleitet haben.
- Konrad I. Kraiger von Kraigk war 1339 Oberster Truchsess und Landeshauptmann von Kärnten. Er war mit Anna von Ehrenfels verheiratet, mit der er sechs Söhne hatte u. a.:
  - Hartneid (Hertnidus) Kraiger von Kraigk war Oberster Truchsess von Kärnten. Er war mit Agnes von Auffenstein verheiratet.
  - Konrad II. Kraiger von Kraigk war von 1380 bis etwa 1397 Landeshauptmann von Kärnten und Höchster Hofmeister des böhmischen Königs Wenzel, der ihm 1381 die Herrschaft Landstein überließ. Er war mit Anna von Stubenberg verheiratet.
- Konrad III. Kraiger von Kraigk († 1446 in Wien) war mit Margaretha von Auersperg verheiratet. Als Landeshauptmann und Obersterbkämmerer von Kärnten war er 1425 und 1436 Obersthofmeister des Herzogs Friedrich von Österreich.[4]
- Die Brüder Johann und Wolfgang Kraiger von Kraigk, Erbkämmerer und Erbtruchsesse von Kärnten, erhielten 1454 von Kaiser Friedrich III. die Bestätigung des freien Besitzes über ihre Schlösser und Güter.
- Konrad IV. Kraiger von Kraigk war von 1475 bis zu seinem Tod 1488 Landeshauptmann von Kärnten. In seinem Besitz waren u. a. Landstein, Schönstein, Katzenstein, Suneck, Kreygk, Blumeneck und Groppenstein.

Der Kärntner Familienzweig erlosch 1564.

## Persönlichkeiten Böhmisch-mährischer Familienzweig (Auswahl)
- Erstes Familienmitglied, das sich nach der südböhmischen Landstein bezeichnete, war Konrad II. Kraiger von Kraigk. Er war Kärntner Landeshauptmann und zugleich Höchster Hofmeister des böhmischen Königs Wenzel, der ihm 1381 Burg und Herrschaft Landstein überließ. Er war mit Anna von Stubenberg verheiratet.[5]
- Johann Kraiger von Kraigk verteidigte in den Hussitenkriegen 1428 die Stadt und Schloss Lundenburg in Mähren. Anschließend bekleidete er das Amt des mährischen Landeshauptmanns.
- Luitpold/Leopold Kraiger von Kraigk (Lipold/Litold z Krajku), Sohn Konrads II., war mit Anna von Meseritsch verheiratet. Er besaß Landstein und Bistritz und war als Katholik ein treuer Anhänger des Königs Sigismunds, der ihn zum Hauptmann der königlichen Stadt Budweis ernannte.[6] 1420 kam es zwischen Luitpold/Litold und Ulrich II. von Rosenberg zu kriegerischen Auseinandersetzungen, deren genaue Ursache nicht bekannt ist. Es wird jedoch angenommen, dass sich Ulrich zu Unrecht Kraigersche Dörfer angeeignet hatte. Zu Schlichtern in dem Konflikt, der 1423 beigelegt werden konnte, ernannte der spätere Kaiser Sigismund Johann von Schaunberg und Otto von Maissau.[7] Nach dem Tod Reinprechts von Walsee wurde Luitpold Oberster Feldherr Herzog Albrechts. 1427 wurde er in der Schlacht bei Zwettl von den Hussiten besiegt. Für erlittene Schäden schenkte ihm Herzog Albrecht die Herrschaft Dobersberg in Niederösterreich. Er starb 1433 in Wien.
- Wolfgang Kraiger von Kraigk († nach 1480) ererbte 1433 die böhmischen Besitzungen seines Onkels Luitpold/Leopold Kraiger von Kraigk. Er nannte sich von Landstein und Datschitz und war unter König Georg von Podiebrad Statthalter von Mähren. Er war mit Elisabeth von Boskowitz und Czernahora verheiratet, mit der er die Söhne Georg, Wolfgang und Konrad hatte.
- Georg Kraiger von Kraigk und Landstein war mit Apollonia von Puechheim verheiratet und besaß 1507–1511 Schloss und Herrschaft Gilgenberg. Deren Sohn
- Wolfgang Kraiger von Kraigk († 1554) war Herr von Landstein und Bistritz. Er war Oberstkanzler und später Oberstburggraf von Böhmen. 1541 brachte er die Herrschaft Litschau an sich, die ihm der böhmische König und spätere Kaiser Ferdinand I. 1551 als Eigentum überließ. 1548 erwarb er das Schloss und Gut Reitzenschlag, das ihm und seinen Nachkommen 1549 als Lehen überlassen wurde. Er war in erster Ehe mit Sophie von Schwanberg, in zweiter Ehe mit Susanna Křinecký von Ronow verheiratet und hinterließ zahlreiche Söhne und Töchter.
- Leopold Kraiger von Kraigk war 1492–1504 Oberstlandrichter von Mähren. 1493 erhielt er von König Vladislav II. Ungarschitz (Uherčice) als Allodialgut.
- Ernst (Arnošt) Kraiger von Kraigk († 1555) besaß Jungbunzlau (Mladá Boleslav), das sich während seiner Herrschaft zu einem Zentrum der Böhmischen Brüder entwickelte. Diese unterhielten im ehemaligen Minoritenkloster eine Druckerei sowie eine Schule, deren Schüler u. a. Wilhelm von Rosenberg war. 1544/54 errichtete Ernst für die Böhmischen Brüder ein Versammlungshaus im Renaissancestil, das nach der Schlacht am Weißen Berg geschlossen und als katholische Wenzelskirche genutzt wurde.
- Konrad Kraiger von Kraigk († 1572) war im Besitz von Brandeis (Brandýs nad Labem), wo er für die Böhmischen Brüder 1541/42 ein Bethaus errichten ließ. Da er den böhmischen Ständeaufstand von 1547 unterstützt hatte, wurden seine Besitzungen vom Kaiser konfisziert.

Der böhmisch-mährische Familienzweig erlosch Anfang des 17. Jahrhunderts.